# Пам'ятники Гребінківського району
В статті подано всі наявні пам'ятники Гребінківського району, окрім пам'ятників у самому місті Гребінка (для перегляду інформації про них перейдіть будь ласка до статті Пам'ятники Гребінки). Список складено в алфавітному порядку сіл, в яких встановлено пам'ятники.
| Назва                                                            | Рік встановлення | Розташування                      | Фото | Короткі відомості |
| Берлянду А. Т., пам'ятний знак                                   | 1943             | село Березівка, на кладовищі      |      | Встановлено на могилі радянського воїна Берлянда А. Т., який загинув в роки Другої світової війни |
| Невідомому солдату, пам'ятний знак                               | 1958             | село Березівка, на кладовищі      |      | Встановлено на могилі невідомого радянського воїна, який загинув в роки Другої світової війни місцевими майстрами. Виготовлено із цегли; висота — 1, 7 м |
| Радянським воїнам та воїнам-односельчанам, меморіальний комплекс | 1958             | село Березівка                    |      | Складається з братської могили радянських воїнів та пам'ятного знаку на честь воїнів-односельчан, які загинули в роки Другої світової війни. Скульптори — О.Супрун, А. Білостоцький; виготовлено із залізобетону та цегли; висота скульптури — 2,3 м, постаменту — 1,2 м |
| Калініну М. І., пам'ятник                                        | 1960             | село Березівка                    |      | Встановлено на честь Михайла Калініна, комуністичного діяча 1920-1940-их років |
| Беседі О.І., пам'ятний знак                                      | 1943             | село Бесідівщина, на околиці села |      | Встановлено на могилі медсестри Беседи Ольги Іванівни, яка загинула в роки Другої світової війни. На честь неї названо поле за селом |
| Воїнам-односельчанам, пам'ятник                                  | 1975             | село Горби                        |      | Встановлено на честь воїнів-односельчан, які загинули в роки Другої світової війни |
| Леніну В. І., пам'ятник                                          | 1967             | село Григорівка                   |      | Встановлено на честь Володимира Леніна, очільника Жовтневого перевороту 1917 року |
| Радянський воїнам, пам'ятник                                     | 1982             | село Грушківка, на кладовищі      |      | Встановлено перед групою могил на честь радянських воїнів, які загинули в роки Другої світової війни |
| Жертвам фашизму, пам'ятний знак                                  | 1977             | село Сотницьке                    |      | Встановлено на братській могилі на честь жертв фашизму |
| Загиблим в роки Першої світової війни, меморіальний комплекс     | 1919             | село Загребелля                   |      | Складається з пам'ятних знаків на братській могилі радянських воїнів та жертвам нацизму, а також пам'ятника воїнам-односельчанам, які загинули в роки Першої світової війни                                                                                              |
| Землякам, пам'ятник                                              | 1996             | село Загребелля                   |      | Встановлено на честь односельчан, які загинули в роки Другої світової війни |
| Радянським воїнам та воїнам-односельчанам, меморіальний комплекс | 1960             | село Корніївка                    |      | Складається з братської могили та пам'ятного знаку на честь воїнів-односельчан, які загинули в роки Другої світової війни. скульптор — О.Савельєв; виготовлено із залізобетону та цегли; висота скульптури — 2,5 м, постаменту — 1,5 м                                   |
| Радянським патріотам, пам'ятний обеліск                          | 1992             | село Корніївка                    |      | Встановлено на честь радянських патріотів, які були розстріляні в Корніївському яру в роки Другої світової війни |
| Яценку О. Г., пам'ятний знак                                     | 1994             | село Корніївка, на кладовищі      |      | Встановлено на честь Яценка О. Г., кавалера ордена Слави |
| Загиблим в роки ВВВ, меморіальний комплекс                       | 1958             | село Короваї                      |      | Складається з пам'ятних знаків на братській могилі радянських воїнів та жертвам фашизму, а також пам'ятника воїнам-односельчанам, які загинули в роки Другої світової війни                                                                                              |
| Загиблим в роки ВВВ, меморіальний комплекс                       | 1957             | село Кулажинці                    |      | Складається з пам'ятних знаків на братській могилі радянських воїнів та жертвам фашизму, а також пам'ятника воїнам-односельчанам, які загинули в роки Другої світової війни                                                                                              |
| Сорокі Л. Ф., пам'ятний знак                                     | 1943             | село Лутайка                      |      | Встановлено на честь Сороки Л. Ф., радянського воїна, що загинув в роки Другої світової війни |
| Загиблим в роки ВВВ, меморіальний комплекс                       | 1957             | село Майорщина                    |      | Складається з пам'ятних знаків на братській могилі радянських воїнів та жертвам нацизму, а також пам'ятника воїнам-односельчанам, які загинули в роки Другої світової війни                                                                                              |
| Воїнам-односельчанам, пам'ятник                                  | 1957             | село Мар'янівка                   |      | Встановлено на братській могилі на честь воїнів-односельчан, які загинули в роки Другої світової війни |
| Гребінці Є. П., погруддя                                         | 1962             | село Мар'янівка                   |      | Встановлено на могилі українського письменника Євгена Гребінки в його рідному селі |
| Енгельсу Фрідріху, пам'ятник                                     | 1967             | село Мар'янівка                   |      | Встановлено на честь Фрідріха Енгельса, європейського комуністичного діяча |
| Радянський воїнам, пам'ятний знак                                |                  | село Овсюки                       |      | Встановлено на братській могилі на честь радянських воїнів, які загинули в роки Другої світової війни |
| Радянський воїнам, пам'ятний знак                                | 1955             | село Олександрівка                |      | Встановлено на братській могилі на честь радянських воїнів, які загинули в роки Другої світової війни |
| Воїнам-односельчанам, пам'ятник                                  | 1971             | село Олексіївка                   |      | Встановлено на честь воїнів-односельчан, які загинули в роки Другої світової війни |
| Радянським воїнам і жертвам фашизму, пам'ятний знак              | 1956             | село Олексіївка                   |      | Встановлено на братській могилі на честь радянських воїнів, які загинули в роки Другої світової війни, та жертв нацизму |
| Романенку П. Г., пам'ятний знак                                  | 1985             | село Польове                      |      | Встановлено на честь Романенка П. Г., радянського воїна, що загинув в Афганістані |
| Загиблим в роки ВВВ, меморіальний комплекс                       | 1956             | село Писарщина                    |      | Складається з пам'ятних знаків на братській могилі радянських воїнів та жертвам нацизму, а також пам'ятника воїнам-односельчанам, які загинули в роки Другої світової війни                                                                                              |
| Радянський воїнам, пам'ятний знак                                | 1941             | село Писарщина                    |      | Встановлено на братській могилі на честь радянських воїнів, які загинули в роки Другої світової війни |
| Воїнам-односельчанам, пам'ятник                                  | 1973             | село Покровщина                   |      | Встановлено на честь воїнів-односельчан, які загинули в роки Другої світової війни |
| Леніну В. І., пам'ятник                                          | 1971             | село Покровщина                   |      | Встановлено на честь Володимира Леніна, очільника Жовтневого перевороту 1917 року |
| Радянський воїнам, пам'ятний знак                                | 1943             | село Рудка                        |      | Встановлено на братській могилі на честь радянських воїнів, які загинули в роки Другої світової війни |
| Жертвам фашизму, пам'ятний знак                                  | 1945             | село Світанок                     |      | Встановлено на братській могилі на честь жертв нацизму |
| Загиблим в роки ВВВ, меморіальний комплекс                       | 1955             | село Сербинівка                   |      | Складається з пам'ятних знаків на братській могилі радянських воїнів та жертвам нацизму, а також пам'ятника воїнам-односельчанам, які загинули в роки Другої світової війни                                                                                              |
| Радянським льотчикам, пам'ятний знак                             | 1982             | село Скочак, на кладовищі         |      | Встановлено на братській могилі радянських льотчиків, які загинули в роки Другої світової війни |
| Дзержинському Ф. Е., пам'ятник                                   | 1967             | село Сліпорід-Іванівка            |      | Встановлено на честь Фелікса Дзержинського, комуністичного діяча 1920-их років |
| Загиблим в роки ВВВ, меморіальний комплекс                       | 1957             | село Сліпорід-Іванівка            |      | Складається з пам'ятного знака на братській могилі радянських воїнів, а також пам'ятника воїнам-односельчанам, які загинули в роки Другої світової війни |
| Загиблим в роки ВВВ, меморіальний комплекс                       | 1956             | село Слободо-Петрівка             |      | Складається з пам'ятних знаків на братській могилі радянських воїнів та жертвам нацизму, а також пам'ятника воїнам-односельчанам, які загинули в роки Другої світової війни                                                                                              |
| Кагамлику Г. С., погруддя                                        | 1967             | село Слободо-Петрівка             |      | Встановлено на честь Героя Радянського Союзу Григорія Кагамлика в його рідному селі |
| Воїнам-односельчанам, пам'ятник                                  | 1971             | село Стукалівка                   |      | Встановлено на честь воїнів-односельчан, які загинули в роки Другої світової війни |
| Невідомому солдату, пам'ятний знак                               | 1946             | село Стукалівка                   |      | Встановлено на могилі невідомого солдата, який загинув в роки Другої світової війни |
| Радянський воїнам, пам'ятний знак                                | 1957             | село Стукалівка                   |      | Встановлено на братській могилі на честь радянських воїнів, які загинули в роки Другої світової війни |
| Загиблим в роки ВВВ, меморіальний комплекс                       | 1957             | село Тарасівка                    |      | Складається з пам'ятних знаків на братській могилі радянських воїнів та жертвам нацизму, а також пам'ятника воїнам-односельчанам, які загинули в роки Другої світової війни                                                                                              |
| Шевченку Т. Г., пам'ятник                                        | 1967             | село Тарасівка                    |      | Встановлено на честь Тараса Шевченка, українського письменника |
| Жертвам фашизму, пам'ятний знак                                  | 1942             | село Тарасівка, в полі            |      | Встановлено на братській могилі на честь жертв нацизму |
| Васильєву, пам'ятний знак                                        | 1967             | село Тополеве                     |      | Встановлено на могилі радянського воїна Васильєва, який загинув в роки Другої світової війни |
| Жертвам фашизму, пам'ятний знак                                  | 1950             | село Тополеве                     |      | Встановлено на братській могилі на честь жертв нацизму |
| Леніну В. І., пам'ятник                                          | 1976             | село Почаївка                     |      | Встановлено на честь Володимира Леніна, очільника Жовтневого перевороту 1917 року |
| Воїнам-односельчанам, пам'ятник                                  | 1958             | село Почаївка                     |      | Встановлено на братській могилі на честь воїнів-односельчан, які загинули в роки Другої світової війни |
| Радянський воїнам, пам'ятний знак                                | 1967             | село Почаївка                     |      | Встановлено на братській могилі на честь радянських воїнів, які загинули в роки Першої світової війни |